# اكس 10(معيار المصنع)
اكس 10
هو بروتوكول اتصال بين الاجهزة الالكترونية المستخدمة في تشغيل الالي اجهزة الاكترونية في المنزل الدوميتيك (أتمتة المنزل). تستخدم بالدرجة الأولى اسلاك خط الطاقة (نقل الكهرباء) للإشارة والتحكم، حيث تتضمن الاشارات رشقات موجزة من ترددات الراديو (موجة راديو) تمثل بيانات رقمية. حدد أيضا بروتوكول للنقل مبني على راديو (البث الإذاعي) لاسلكي.
تم تطوير اكس 10 في عام 1975 من قبل شركة الكترونيات بيكو اوف جلنروثز، اسكتلند، من اجل سماح بالتحكم عن بعد بالاجهزة المنزلية واجهزة أخرى. كانت أول تقنية للشبكات الدوموتيك (أتمتة المنزل) ذات الأغراض العامة ولا تزال الأكثر انتشارًا.
على رغم من وجود بدائل نطاق (عرض نطاق (حاسوب)) الترددي العالي، الا ان اكس 10 يبقى الأكثر إستعمالا في المنازل حيث أكثر من مليون نسخة تستخدم حاليا حول العالم ورخص اسعار المكونات الجديدة.

## العلامات التجارية
```
مكونات اكس 10 تباع تحت مجموعة متنوعة من العلامات التجارية:
```

- اكس 10 باورهاوس (X10 Powerhouse)
- اكس 10 برو (X10 Pro)
- اكس 10 اكتيف هوم (X10 Activehome)
- راديو شاك بلج اند باور (Radio Shack Plug 'n Power)
- ليفيتون نظام التحكم المركزي (Leviton Central Control System (CCS))
- ليفيتون ديكورا ادوات التحكم الكتروني (Leviton Decora Electronic Controls)
- سيرز نظام التحكم المنزلي (Sears Home Control System)
- ستانلي صانع الضوء (Stanley LightMaker)
- ستانلي هوملينك (Stanley Homelink)
- ستانلي بلاك ديكر فري واير (Black & Decker Freewire)
- آي بي إم هوم دايركتور (IBM Home Director)
- ار سي اشركة راديو أمريكا للتحكم المنزلي (RCA Home Control)
- جي أيجنرال إلكتريك هوم مايندر (GE Homeminder)
- تكنلوجية التحكم المتطورة (Advanced Control Technologies (ACT))
- ماجنافوكس الأمن المنزلي (Magnavox Home Security)
- نوتون (NuTone)
- منزل الذكي (Smarthome)

## الروابط الخارجية
- X10 Knowledge Base
- X10 Schematics and Modifications
- Digital X-10, Which One Should I Use?.
- https://en.wikipedia.org/wiki/X10_(industry_standard)#References